# Horst (Familienname)
Horst, van der Horst bzw. Horstius ist ein Familienname. 

## Namensträger
- Adolf von der Horst (1806–1880), deutscher Regierungsbeamter und Abgeordneter
- Alexander Horst (* 1982), österreichischer Beachvolleyballspieler
- Aliona van der Horst (* 1970), niederländische Dokumentarfilmerin und Regisseurin
- Annemarie Horschitz-Horst (1899–1970), deutsche Übersetzerin
- Anthon van der Horst (1899–1965), niederländischer Organist, Dirigent, Komponist und Musikpädagoge
- Anton Wilhelm Horst (1714–1789), Kurfürstlich Braunschweig-Lüneburgischer Bauconducteur und Mecklenburg-Schwerinscher Landbaumeister
- Arend Jan van der Horst (* 1943), niederländischer Landschaftsarchitekt
- Arnold von Horst († 1630), Domherr in Paderborn
- August von der Horst (1792–1868), preußischer Generalleutnant
- Bets ter Horst (1908–1997), niederländische Sprinterin, Hürdenläuferin und Hochspringerin
- Bodo von der Horst (1838–1926), preußischer Generalleutnant
- Carl Horst (1875–1934), deutscher Kunsthistoriker
- Christian Horst (1822–1888), deutscher Architekt und großherzoglich hessischer Baubeamter
- Christian Heinrich Horst (um 1700–nach 1745), deutscher Baumeister
- Christin Horst (* 1992), deutsche Fußballspielerin
- Christoph auf der Horst (* 1961), deutscher Germanist
- Cootje Horst (1920–1992), niederländische Malerin
- Cornelius Jan van der Horst (1889–1951), niederländisch-südafrikanischer Biologe
- Cornelius van der Horst (1906–1975), deutscher Schriftsteller
- Curt Horst (1902–1990), deutscher Politiker (NSDAP)
- Dethard Horst (auch Horstius, zu Horst; 1548–1618), deutscher Rechtswissenschaftler
- Dietmar Horst (* 1962), österreichischer Publizist und Schriftsteller
- Eberhard Horst (1924–2012), deutscher Schriftsteller
- Eduard Horst (1893–1966), deutscher Landschafts-, Porträt- und Glasmaler der Düsseldorfer Schule
- Edwin von der Horst (1793–1862), deutscher Jurist
- Egon Horst (1938–2015), deutscher Fußballspieler
- Elisabeth ter Horst (1908–1997), niederländische Leichtathletin
- Enrique ter Horst (* 1948), venezolanischer Jurist
- Erdwin von der Horst (Amtmann) (1761–1816), kurfürstlich braunschweig-lüneburgischer und königlich hannoverscher Forstbeamter, Auditor, Amtschreiber und Amtmann
- Erdwin von der Horst (Jurist) (1793–1862), deutscher Gutsbesitzer und Advokat
- Erdwin von der Horst (Politiker) (Erdwin Christian von der Horst; 1823–1884), deutscher Gutsbesitzer, Advokat; Abgeordneter, Senator, Redakteur und Schriftsteller
- Ernst Emil Horst (1843–1917), deutscher Politiker
- Evert van der Horst (1930/1931–2011), niederländischer Fußballspieler
- Florian Horst (* 1990), deutscher Skispringer
- Franz Horst (1862–1950), österreichischer Maler
- Fredrik van der Horst (* 1989), norwegischer Eisschnellläufer
- Friedrich Horst (1896–1962), deutscher Theologe und Hochschullehrer
- Georg Conrad Horst (1767 oder 1769–1832), deutscher evangelischer Theologe, Prediger und Schriftsteller
- Gerrit Willemsz Horst (1602–1652), holländischer Maler
- Gregor Horst (1578–1636), deutscher Mediziner, siehe Gregor Horstius
- Gregor Horst (1626–1661), deutscher Mediziner
- Guido Horst (* 1955), deutscher Journalist und Publizist
- Günter Horst (* 1919), deutscher Fußballtrainer
- Guusje ter Horst (* 1952), niederländische Politikerin (PvdA)
- Hanns Horst (1913–1987), deutscher Violoncellist und Komponist
- Hartmut Horst (1941–2013), deutscher Internist
- Heinrich Horst (Münzmeister) (vor 1711–nach 1731), Kurfürstlich Braunschweig-Lüneburgischer Münzmeister in Zellerfeld
- Heinrich Horst (Bischof) (1902–1946), deutscher Ordensgeistlicher und Apostolischer Vikar von Lwangwa in Rhodesien
- Heinz-Theo Horst (* 1947), deutscher Fußballspieler
- Herman van der Horst (1910–1976), niederländischer Dokumentarfilmregisseur und Kameramann
- Hermann Horst (1880–1946), deutscher Landrat
- Horst P. Horst (1906–1999), US-amerikanischer Fotograf
- Ingo Horst (* 1977), deutscher Orientierungsläufer
- Irvin Buckwalter Horst (1915–2011), US-amerikanischer Historiker
- Jacob Horst (1537–1600), deutscher Mediziner
- Jan van der Horst (Judoka) (1921–2009), niederländischer Judoka und Sporttrainer
- Jan van der Horst (Radsportler) (* 1942), niederländischer Radrennfahrer
- Arend Jan van der Horst (* 1943), niederländischer Landschaftsarchitekt
- Jano ter Horst (* 2002), deutscher Fußballspieler
- Jerald terHorst (1922–2010), US-amerikanischer Journalist, Sprecher des Weißen Hauses
- Jette ter Horst (* 2002), deutsche Fußballspielerin
- Jochen Horst (* 1961), deutscher Schauspieler
- Johann Daniel Horst (1616–1685), deutscher Mediziner und Balneologe, siehe Johann Daniel Horstius
- Johann Nicolaus Horst (1601–1685), deutscher Theologe
- Johannes Horst (Theologe) (1890–1956), deutscher evangelischer Theologe und Hochschullehrer
- Johannes Horst (* 1950), deutscher Jurist und Hochschullehrer
- Johannes ter Horst (1913–1944), niederländischer Widerstandskämpfer
- Jørn Lier Horst (* 1970), norwegischer Autor
- Julius von Horst (1830–1904), österreichischer Generalmajor und Staatsmann
- Julius Horst (Schriftsteller) (Pseudonym für Josef Hostasch; 1864–1943), österreichischer Bühnenschriftsteller
- Julius August von der Horst (1723–1791), deutscher Politiker
- Jürgen van der Horst (* 1967), deutscher Politiker
- Karl von der Horst (1780–1861), deutscher Regierungsbeamter und Abgeordneter
- Karl Horst (Politiker) (1898–1987), deutscher Chemiker und Politiker (CDU)
- Karl August Horst (1913–1973), deutscher Schriftsteller, Übersetzer und Literaturkritiker
- Karl-Wilhelm ter Horst (* 1950), deutscher Sozialwissenschaftler und Theologe
- Kaspar Horst (1929–2014), deutscher Aquarianer und Verleger
- Kate ter Horst (1906–1992), niederländische Kriegsopferhelferin
- Leopoldo Horst (1918–1987), brasilianischer Kakteensammler
- Louis Horst (1884–1964), US-amerikanischer Komponist und Choreograf
- Louis Anton von Horst (1865–1947), deutsch-US-amerikanischer Kaufmann und Spion
- Ludwig Horst (1829–1891), deutscher Maler
- Lutz van der Horst (* 1975), deutscher Komiker und Fernsehmoderator
- Marloes Horst (* 1989), niederländisches Fotomodell
- Martin van der Horst (* 1965), niederländischer Volleyballspieler
- Mauritz Karl von der Horst zu Cappeln (1716–1794), Domherr in Münster
- Maximilian von der Horst († 1589), Domherr in Münster
- Norbert Horst (* 1956), deutscher Schriftsteller
- Olivier ter Horst (* 1989), niederländischer Fußballspieler
- Paul Horst-Schulze (1876–1937), deutscher Maler und Grafiker
- Peter Horst (1927–2008), deutscher Pfarrer und Kirchenliedautor
- Philipp Horst (1584–1664), deutscher Rhetoriker und Moralphilosoph
- Piet van der Horst sr. (1903–1983), niederländischer Radrennfahrer
- Piet van der Horst jr. (* 1939), niederländischer Radrennfahrer
- Ria van der Horst (* 1932), niederländische Schwimmerin
- Renata Horst, deutsch-amerikanische Physiotherapeutin und Sachbuchautorin
- Robert Horst (1858–nach 1928), deutscher Komponist
- Robert van der Horst (* 1984), niederländischer Hockeyspieler
- Rotger von der Horst († 1598), Domherr in Münster und Paderborn
- Rütger von der Horst (1519–1582), deutscher Marschall und Statthalter, Erbauer von Schloss Horst
- Theo van der Horst (1921–2003), niederländischer Maler, Bildhauer, Grafiker und Glaser
- Thijs ter Horst (* 1991), niederländischer Volleyballspieler
- Ulrich von der Horst (1793–1867), schleswig-holsteinischer General
- Ulrich Horst (1931–2024), deutscher katholischer Theologe
- Wilhelm von der Horst (1786–1874), deutscher Generalleutnant
- Wilhelm Horst (Maler) (1852–1940), deutscher Maler und Restaurator